# 段季妃
段季妃（?—?），南燕开国皇帝献武帝慕容德的皇后。史书记载了她的字“季妃”，因此段季妃是名字不是封号。她的祖父是段末波，父亲是段仪，姐姐段元妃是慕容德的兄长后燕开国皇帝慕容垂的皇后。
时为范阳王的慕容德在建興三年（388年）之前娶段季妃为妻。从时间上看，当是慕容德妻子儿女被杀害后娶的继室。段季妃和慕容德只有女儿没有儿子。
永康三年（398年），由于慕容垂的儿子惠愍帝慕容宝无能，后燕的大部分疆土陷于北魏之手，慕容德在山东称燕王，建立南燕政权。建平元年（400年）慕容德正式称帝，立段季妃为皇后。建平六年（405年）十月初十，慕容德去世后，侄子慕容超即位，尊段皇后为皇太后。太上二年（406年）九月，段太后卷入了北地王慕容鍾、将军慕容法、段宏推翻慕容超的阴谋。同谋封嵩被捕，段太后由于害怕，向慕容超泄露了整个阴谋，慕容超很快平定了这场未遂政变。这是史书最后一次正式提及段季妃。
| 前任： 后燕段皇后 | 南燕皇后 398年—405年 | 繼任： 呼延皇后 |